# Taswell
Taswell ist ein Census-designated place (CDP) im Crawford County im US-Bundesstaat Indiana. Der CDP wurde im Jahr 2022 erstmals vom Census definiert. Im Jahr 2022 schätzte der American Community Survey laut dem United States Census Bureau eine Einwohneranzahl von 57.

## Lage
Der Ort liegt bei den Koordinaten 38° 20' 8.03" Nord und 86° 33' 35.08" West auf einer Höhe von 235 Metern über dem Meeresspiegel. Die 1,45 km² große Fläche des Gebietes hat laut Census keinen Anteil an Wasserfläche. Auf der Straße durch den Ort verlaufen die Indiana State Routes IN-37 und IN-67.